# Совјетскаја
Совјетскаја (рус. Советская) насељено је место руралног типа (станица) на југу европског дела Руске Федерације. Налази се у источном делу Краснодарске покрајине и административно припада њеном Новокубанском рејону.
Према подацима националне статистичке службе РФ за 2020, у селу је живело 9.882 становника.

## Географија
Село се налази у јужном делу Новокубанског рејона, на истоку Краснодарског краја, на левој обали реке Уруп (притоке Кубања). Смештено је на око 195 км југоисточно од покрајинске престонице Краснодара, 38 км јужно од рејинског центра Новокубанска и 32 км северно од града Армавира.

## Историја
Насеље су, у јуну 1841, основали козаци кубанске, кавкаске и донске армије, а насеље је добило име Урупскаја, по реци на чијој обали је настало. Двадесетак година касније, у насељу је регистровано 355 домаћинстава и 2.542 становника (подаци за 1861. годину). Број становника насеља је константно растао и током наредних деценија, а свој максимум је досегао 1917. са 19.840 становника.
Током Руског грађанског рата станица Урупскаја је била снажно упориште Белогардејаца, а након успостављања совјетске власти на том подручју добија садашње име, Совјетскаја. Совјетске власти су велики део прердратног становништва раселиле у удаљене рејоне, а уместо њих населили су се припадници Црвене армије са породицама.
У периоду 1934—1962. Совјетскаја је била средиште истоименог општинског рејона.

## Демографија
Према подацима са пописа становништва 2020. у селу је живело 9.882 становника, што је за око 700 становника више у односу на попис из 2010. године.
| 1939. | 1959.  | 1979. | 2002.  | 2010. | 2020. |
| ----- | ------ | ----- | ------ | ----- | ----- |
| 8.438 | 10.195 | 9.616 | 10.036 | 9.021 | 9.882 |